# 艾多沙班

艾多沙班（通用名 Edoxaban，商品名 Lixiana，臺灣商品名 里先安）是一种口服Xa凝血因子直接抑制劑，作为抗凝剂。
本藥物由第一三共开发，于 2011 年 7 月在日本获得批准用于预防下肢骨科手术后的静脉血栓。于 2015 年 1 月在美国获得食品药品监督管理局（FDA）批准，用于预防中风和非中枢神经系统之全身性栓塞。  于 2015 年 6 月获准在欧盟使用。本藥物列於世界卫生组织的基本药物清单上。 

## 医疗用途
在美国，艾多沙班的適應症為以初始靜脈注射抗凝血劑治療五至十天後的深部靜脈血栓和肺栓塞病人，以及用於降低非瓣膜性心房颤动患者发生血栓的风险。 
在欧盟，艾多沙班的適應症為用於预防非瓣膜性心房颤动患者且有至少一個危險因子（如既往中风、高血压、糖尿病、鬱血性心臟衰竭或年齡75岁以上），預防血栓發生。也用于治疗深部靜脈血栓和肺栓塞，以及預防其復發。 

## 禁忌症和注意事项
艾多沙班常見的禁忌症如下：
- 進行中的病理性出血[10]
- 怀孕或哺乳中[10]
- 病人有增加出血风险的可能，例如可能影響凝血功能以及與出血風險有關的肝臟疾病、目前或近期發生消化道潰瘍、伴有高出血風險的恶性肿瘤、最近發生的脑损伤或脊髓损伤、最近曾接受過脑部、脊髓或眼科手术、已知或疑似食道靜脈曲張、動靜脈畸形、動脈瘤或有重大的脊椎内或顱內血管異常[10]
- 嚴重而未受控制的高血壓[10]
- 使用其他抗凝剂的人[10]

与华法林相比，艾多沙班的药物相互作用较少。 >藥物交互作用如下：
- 强效P-糖蛋白抑制剂可增强其作用：如环孢素、dronedarone、红霉素或酮康唑。併用艾多沙班與上述藥物食，艾多沙班劑量可能需要減量。如與上述藥物並用艾多沙班，應多加注意。 [10]
- 與强效 P-糖蛋白誘導物（如苯妥英、卡马西平、苯巴比妥或冠葉連翹）併用則可能降低艾多沙班的效果。如與上述藥物並用艾多沙班，應多加注意。 [11]
- 艾多沙班與抗血小板藥物、 NSAID藥物 、SSRI藥物和SNRI藥物有交互作用。 [10]
- 如果非瓣膜性心房颤动病人之肌酸酐清除率(CrCl) 大于 95毫升/分钟，則艾多沙班的效果比华法林差。 [4]

## 副作用
發生率可高達十分之一： 
- 腹痛
- 血液檢查發現肝功能異常
- 贫血
- 皮肤、鼻子、阴道、肠道、口腔、喉咙或胃部出血
- 皮疹
- 血尿
- 头晕
- 头痛
- 瘙痒

發生率高達百分之一： 
- 眼部、脑部、外科手术或其它類型的出血事件後，發生出血現象
- 咳血
- 血中血小板数量降低
- 过敏反应
- 蕁麻疹

發生率可能高達千分之一：肌肉、关节、腹部、心脏或颅内出血。 

## 藥物過量
艾多沙班过量可导致严重出血，至2021年4月，仍無核准使用的过量解毒剂。血液透析也無法有效清除艾多沙班。   雖然andexanet alfa曾研究用於艾多沙班过量的解毒，但截至 2019 年，FDA 和 EMA 仅使用於逆转利伐沙班和阿哌沙班的作用。  

## 作用机制
艾多沙班是針對人類凝血因子Xa之直接、專一、可逆、競爭性抑制剂，抑制常数(K i ) 值为 0.561 nM。在凝血过程中，Xa 因子与血小板表面的Va因子形成凝血酶原酶复合物。凝血酶原酶将凝血酶原转化为凝血酶；凝血酶又將可溶性纤维蛋白原转化为不溶性纤维蛋白，也就是血塊的主要成分。 

## 藥物動力學
人體口服15–150 mg 的艾多沙班，於1-2小時候可達到最大血中濃度。口服 60 mg以同位素标记的艾多沙班，可检测到总辐射量的97%，其中糞便占62%，尿液占35%。在糞便的總輻射量中有49%來自艾多沙班，而尿液總輻射量則有24%來自艾多沙班；剩下的輻射量來自其代谢物。 
艾多沙班主要經由CES1（羧基酯化酶） 、 CYP3A4 、 CYP3A5和酶水解发生。 CES1 可將艾多沙班的三級酰胺羰基碳氧化为羧酸基。 CYP3A4 和 CYP3A5 通过羟基化或去甲基化而氧化艾多沙班。水解过程會去除艾多沙班的 2-氨基-5-氯吡啶。葡糖醛酸转移酶也可進行葡糖醛酸化，但程度較低。